# Осіни (Белхатовський повіт)
Осіни (пол. Osiny) — село в Польщі, у гміні Щерцув Белхатовського повіту Лодзинського воєводства.
Населення — 331 особа (2011).
У 1975-1998 роках село належало до Пйотрковського воєводства.

## Демографія
Демографічна структура станом на 31 березня 2011 року:
|          | Загалом | Допрацездатний вік | Працездатний вік | Постпрацездатний вік |
| -------- | ------- | ------------------ | ---------------- | -------------------- |
| Чоловіки | 159     | 30                 | 104              | 25                   |
| Жінки    | 172     | 36                 | 93               | 43                   |
| Разом    | 331     | 66                 | 197              | 68                   |